# North Queensland Cowboys
North Queensland Cowboys es un equipo de rugby league de la ciudad de Townsville, estado de Queensland, Australia. Se formó en 1995 para disputar la Liga Australiana de Rugby, luego se unió a la Súper Liga en 1997, y juega en la National Rugby League a partir de 1998.
Los Cowboys juegan de local en el Willows Sports Complex, y su camiseta azul marino con vivos blancos y amarillos. Lograron el subcampeonato de la National Rugby League en 2005, y ganaron el Auckland Nines de 2014. Su rival principal son los Brisbane Broncos, el equipo de la capital de Queensland. 
Durante la primera década, el equipo se ubicó en la mitad inferior de la tabla de posiciones. En 2004 logró el séptimo puesto en la etapa regular y alcanzó la segunda ronda de los playoffs. En 2005 resultó quinto en la etapa regular y alcanzó la final. En 2007 acabó tercero en la etapa regular y llegó a semifinales.
Luego de tres años entre los últimos puestos, los Cowboys obtuvieron el séptimo puesto en 2011, quinto en 2012, octavo en 2013 y quinto en 2014, sin alcanzar semifinales. En 2015 lograron su primer campeonato ante sus rivales de Brisbane por muerte súbita.
Entre sus jugadores se destacan Matthew Bowen, Paul Bowman, Ashley Graham, Josh Hannay, Aaron Payne, Matthew Scott, Matt Sing, Johnathan Thurston y Ty Williams.

## Palmarés

### Campeonatos Mundiales
- World Club Challenge (1): 2016

### Campeonatos Nacionales
- National Rugby League (1): 2015
- NRL Nines (2): 2014, 2020